# Zoologischer Garten Opole

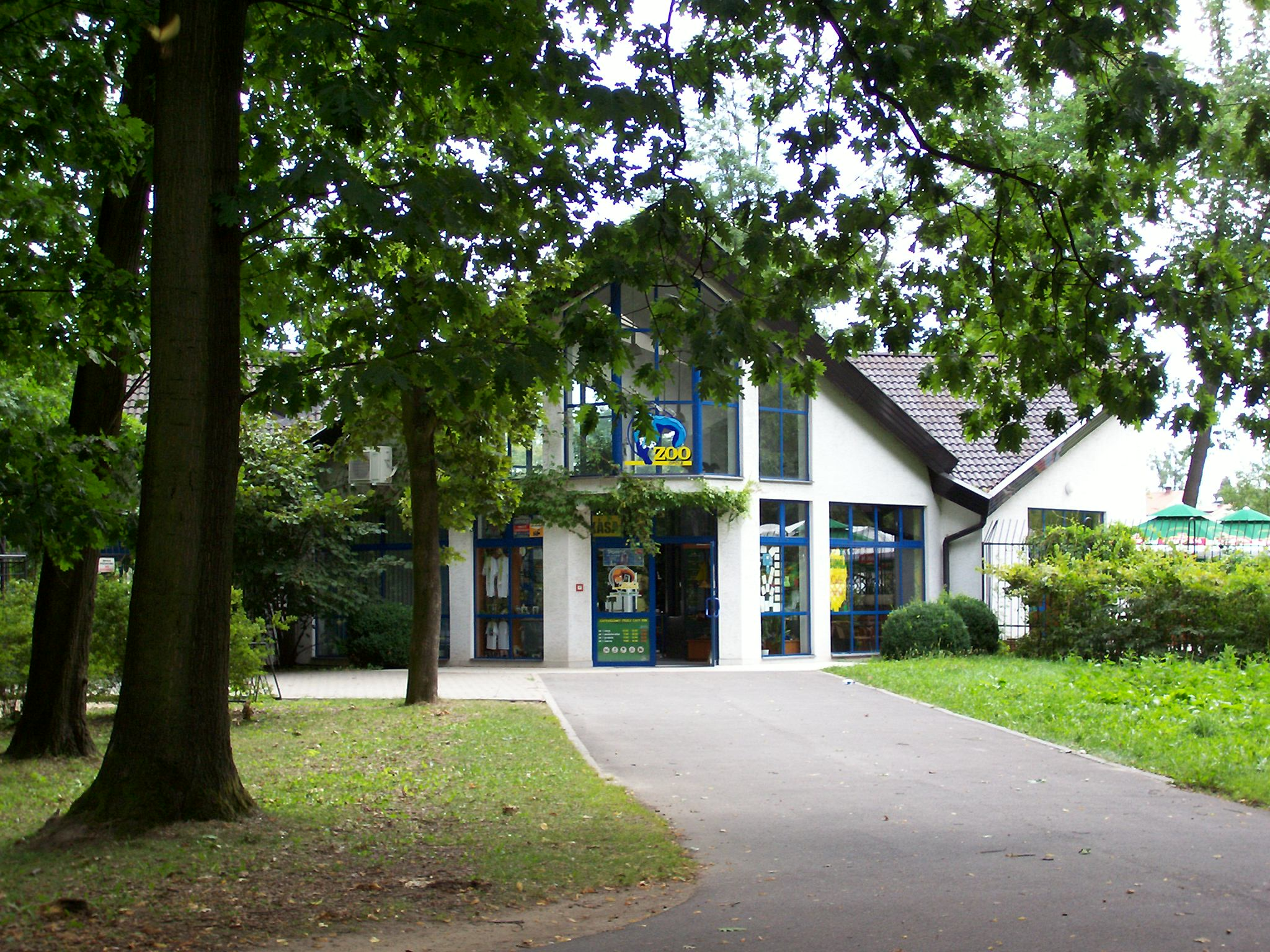
Eingangsbereich des Zoos

Der Zoo Opole ist ein 30 Hektar großer zoologischer Garten auf der Bolko-Insel im polnischen Opole (Oppeln). Er besitzt rund 1000 Tiere aus 227 Tierarten. Der Zoo in Opole ist der zweitgrößte Zoo in Oberschlesien, nach dem Zoo in Chorzów (Königshütte).

## Geschichte
Der Zoo wurde 1930 als kleiner privater Tiergarten mit einer Größe von einem Hektar auf der Oderinsel Bolko angelegt. Erst 1936 wurde er für die Öffentlichkeit zugänglich. Die Anlage war die zweite, nach dem Tiergarten in Beuthen, die in Oberschlesien erbaut wurde, und ist heute die älteste noch existierende Anlage in der Region. 1980 wurde die Fläche des Zoos auf 19 Hektar erweitert. Der Zoo wurde während des Zweiten Weltkriegs und während des Oderhochwassers 1997 stark beschädigt. Nach dem Hochwasser wurde sofort mit dem Wiederaufbau begonnen, welcher ca. ein Jahr andauerte. Dabei wurde der Zoo auf seine heutige Größe von rund 30 Hektar erweitert.

## Anlage
Die Freigehege sind nach den natürlichen Gegebenheiten der jeweiligen Tierart konzipiert. Sie werden begrenzt durch natürliche Hindernisse wie Gräben, Wasserläufe oder Inseln. Ebenfalls befindet sich hier auch ein Streichelzoo.

## Galerie

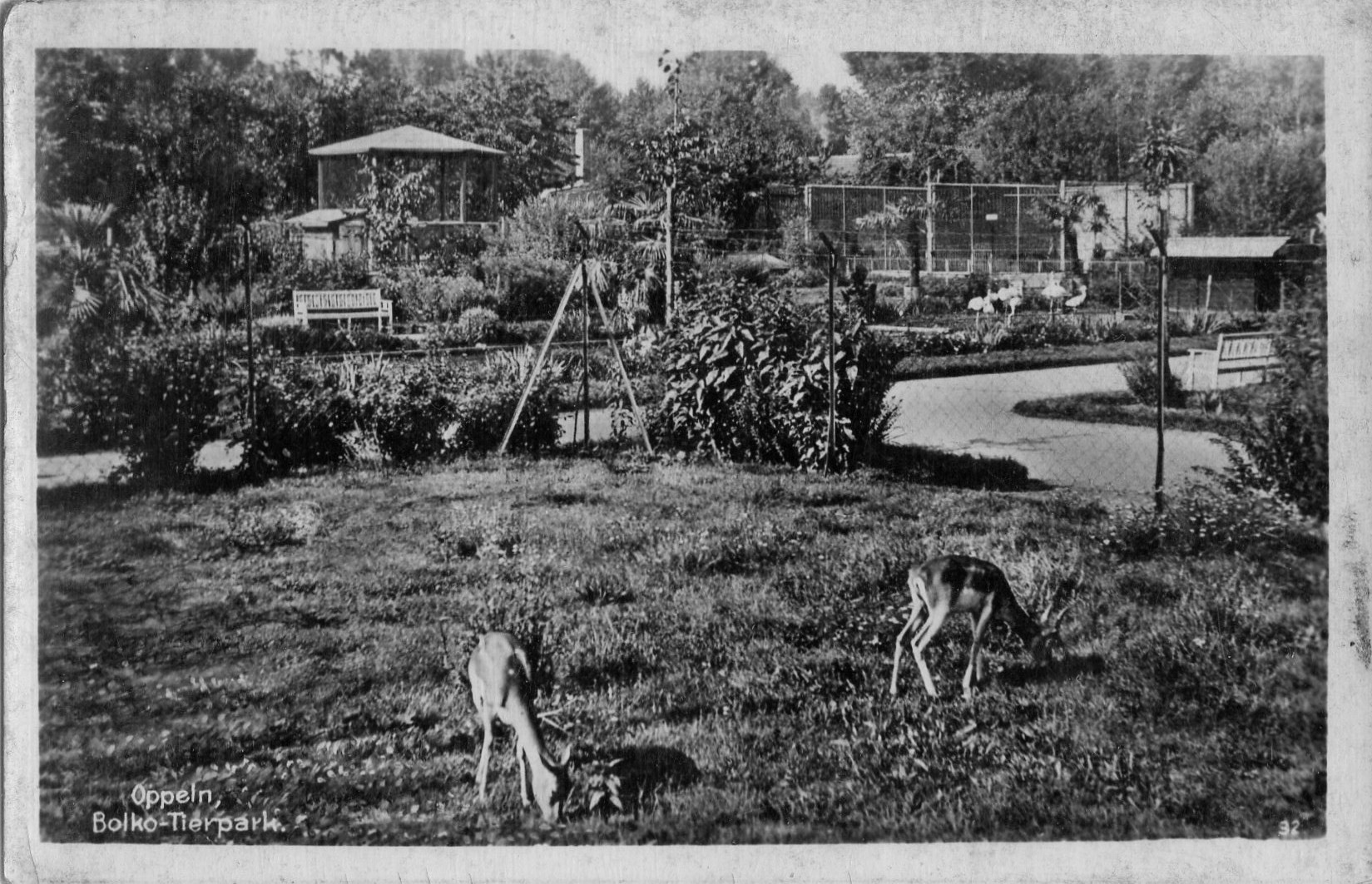
Ansicht von 1934
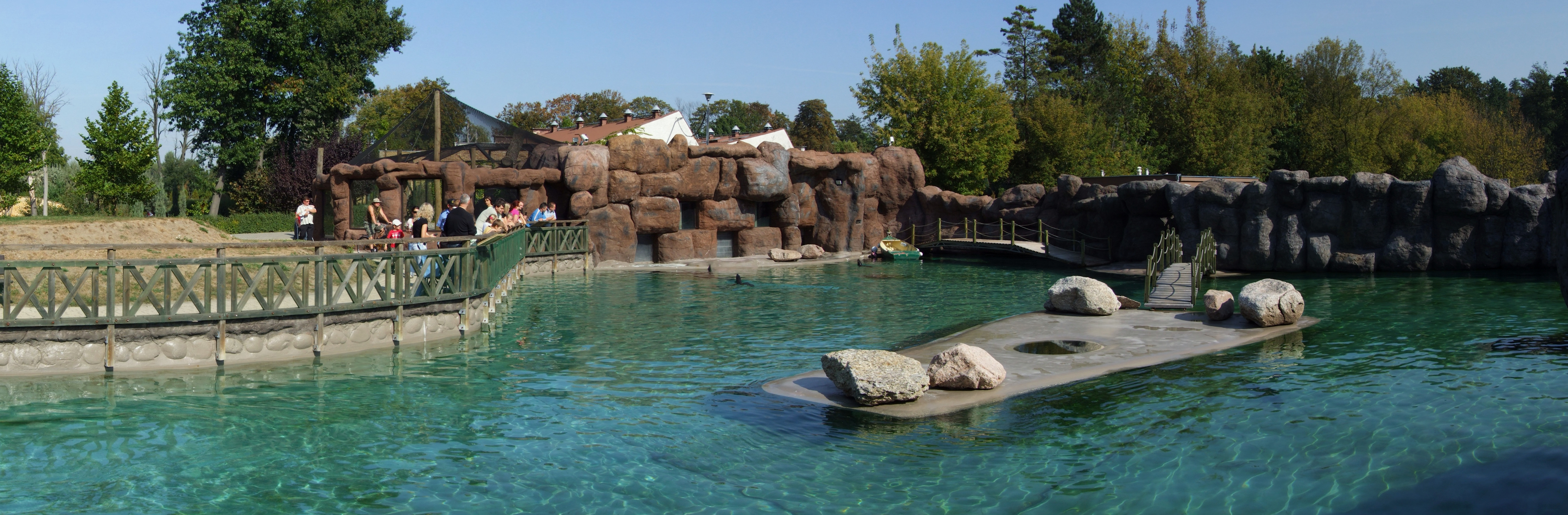
Das Seelöwenbecken
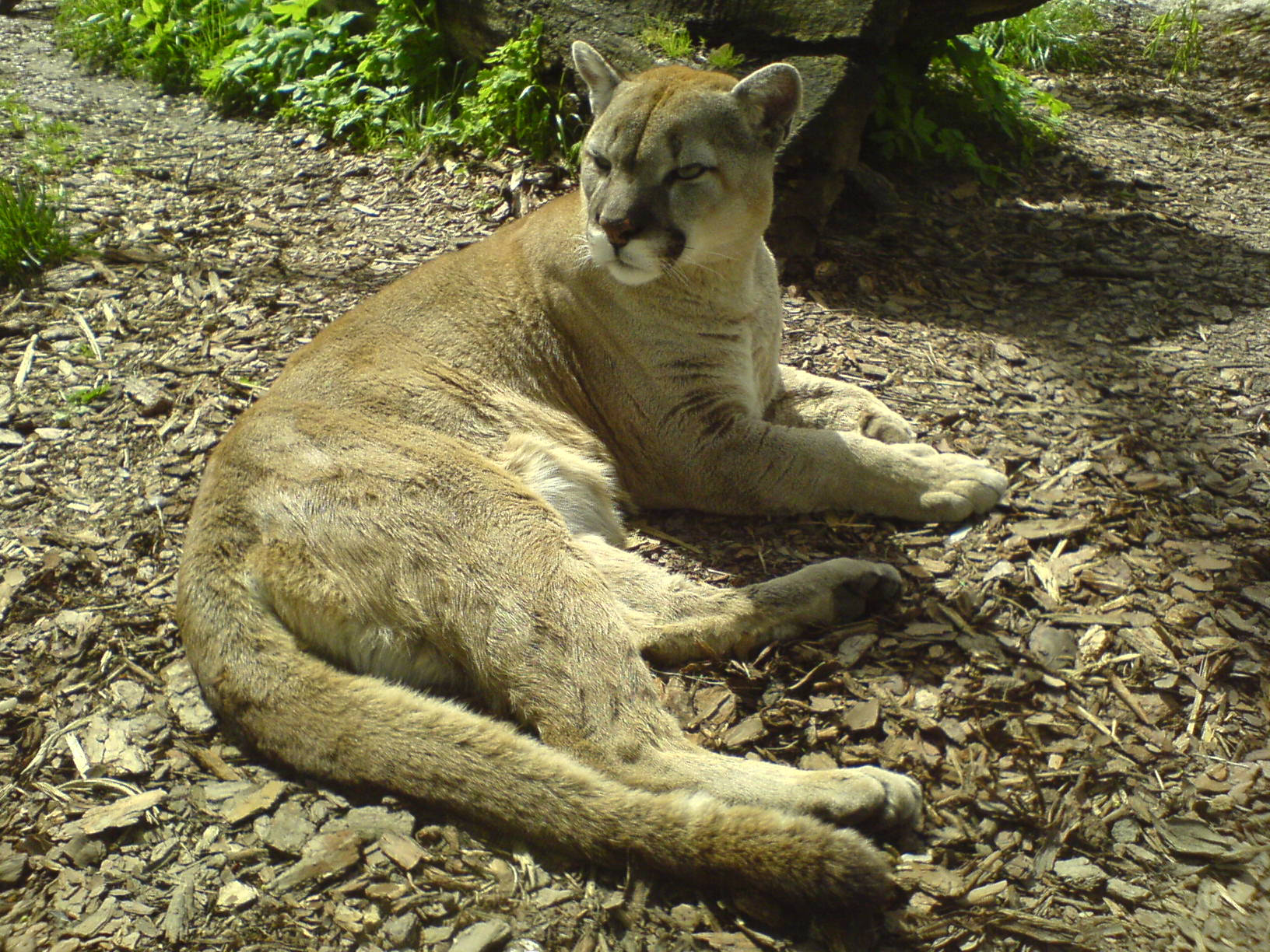
Der Puma
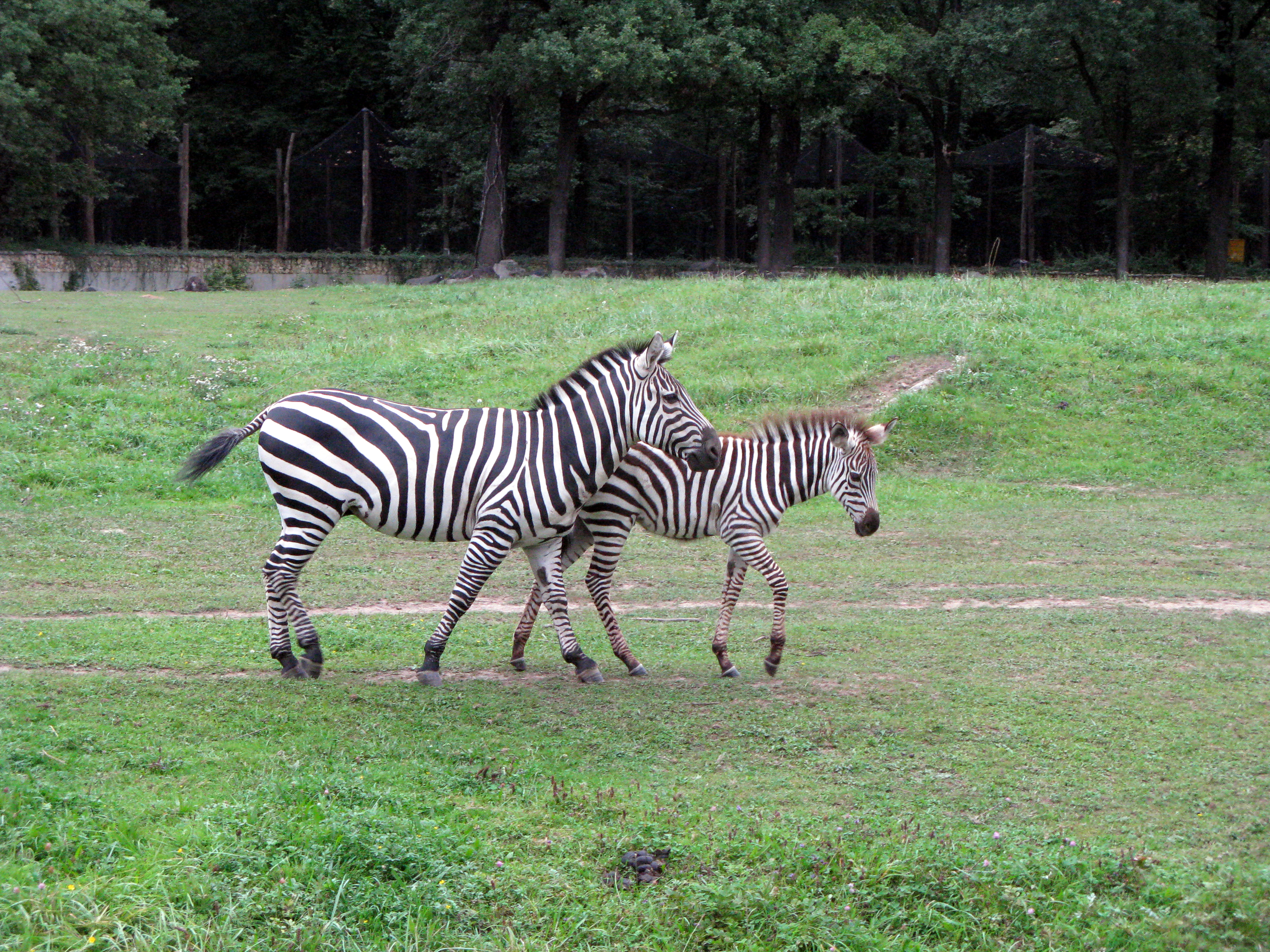
Zebras